# Alessandro Schöpf
Alessandro Schöpf, född 7 februari 1994, är en österrikisk fotbollsspelare (mittfältare) som spelar för Arminia Bielefeld.

## Klubbkarriär
Den 19 juli 2021 värvades Schöpf av Arminia Bielefeld, där han skrev på ett tvåårskontrakt.

## Landslagskarriär
Schöpf debuterade för Österrikes landslag den 26 mars 2016 i en 2–1-vinst över Albanien. Han var med i Österrikes trupp vid fotbolls-EM 2016 där han gjorde 1-1 mot Island den 22 juni 2016.